# Чертков, Юрий Дмитриевич
Юрий Дмитриевич Чертков (укр. Юрій Дмитрович Чертков; род. 16 мая 1962, Донецк) — украинский бизнесмен, политик и государственный деятель, народный депутат Верховной рады Украины V (2006—2007), VI (2007 - 2012) и VII (2012—2014) созывов, член Комитета по иностранным делам.

## Биография
Родился в Донецке. 
1981 – 1983 годы – служба в вооруженных силах в группе войск СССР в Германии.

### Образование
1981 год – получил образование в Енакиевском металлургическом техникуме, специальность: техник-механик.
2002 год – получил образование в Донецком национальном университете, специальность: экономист.

### Деятельность
1983 – 1985 годы – ученик подземного проходчика, потом подземный проходчик на шахте имени Челюскинцев.
1985 – 1986 годы – мастер-наладчик на Донецком хлопково-бумажном комбинате.
1987 – 1988 годы – мастер участка станков с числовым программным управлением на Петровском ремонтно-механическом заводе.
1997 – 2006 годы – собственник ЧП "Петровское".
С 2004 года – владелец коннспортивного комплекса «Donbass Equicentre».
С 2009 года – владелец серии пятизвёздочных международных турниров «Donbass Tour».
С 2013 по 2016 – Президент Всеукраинской Федерации конного спорта.

#### В качестве президента во Всеукраинской Федерации конного спорта
За годы президентства Юрия Черткова Украинская Национальная сборная по конным видам спорта принимала участие в международных соревнованиях, включая Чемпионаты Европы и Всемирные конные игры, а также квалифицировалась и участвовала в Олимпийских играх 2016 года в Рио.

### Политическая карьера
2006 - 2007 годы – избран народным депутатом Украины V созыва (Партия регионов Украины, Комитет по иностранным делам).
С 2007 по 2012 год – народный депутат Украины VI созыва (Партия регионов Украины, Комитет по иностранным делам).
С 2012 года – народный депутат Украины VII созыва.

## Награды и звания
Народный депутат Украины трёх созывов.
Награждён 16 мая 2012 года орденом "За заслуги" III степени.

## Семья
Не женат. Имеет 2 дочери.